# Nicola Pesaresi
Nicola Pesaresi (Loreto, 11 febbraio 1991) è un pallavolista italiano, libero della Trentino.

## Carriera

### Club
La carriera di Nicola Pesaresi inizia nel 2004 giocando nella squadra giovanile dell'Associazione Sportiva Volley Lube di Macerata; nel 2006 passa quindi nella formazione che disputa il campionato di Serie D: con la squadra marchigiana resta legato fino al termine della stagione 2008-09 dopo aver disputato vari campionato tra Serie B2 e Serie B1.
Nella stagione 2009-10 entra a far parte della squadra federale del Club Italia, in Serie B1, con la quale nella stagione successiva fa l'esordio nella pallavolo professionistica, disputando il campionato di Serie A2.
Nella stagione 2011-12 passa al Volley Segrate 1978, sempre in serie cadetta, mentre nella stagione successiva viene ingaggiato dal BluVolley Verona, in Serie A1, dove resta per quattro annate, aggiudicandosi la Challenge Cup 2015-16. 
Per il campionato 2016-17 torna nuovamente alla Lube, con cui vince nella stessa annata la Coppa Italia e scudetto, mentre per la stagione 2017-18 si accasa al BluVolley Verona e in quella 2018-19 al Powervolley Milano, sempre in Serie A1, con cui vince la Challenge Cup 2020-21.
Dopo cinque annate con la formazione di Milano e un periodo di inattività, durante la stagione 2023-24 torna in serie cadetta, vestendo la maglia dell'Atlantide Brescia, mentre nell'annata successiva firma per la Trentino, in Superlega, conquistando il campionato.

### Nazionale
Nel 2013 fa il suo esordio in nazionale, con la quale vince la medaglia d'oro ai XVII Giochi del Mediterraneo.

## Palmarès

### Club
- Campionato italiano: 2

2016-17, 2024-25
- Coppa Italia: 1

2016-17
- Challenge Cup: 2

2015-16, 2020-21

### Nazionale (competizioni minori)
- Giochi del Mediterraneo 2013